# Nowa Sobótka
Nowa Sobótka – wieś w Polsce położona w województwie łódzkim, w powiecie łęczyckim, w gminie Grabów.

## Historia i położenie
W latach 1975–1998 miejscowość administracyjnie należała do województwa konińskiego.
Sołectwo Nowa Sobótka graniczy z następującymi sołectwami: Wygorzele, Sobótka-Kolonia, Stara Sobótka i Łubno (gmina Daszyna).
W centrum miejscowości znajduje się świetlica wiejska, w której odbywają się zebrania sołeckie i spotkania integracyjne dla mieszkańców. Niegdyś w budynku świetlicy znajdowała się mleczarnia.

## Religia
We wsi znajduje się kościół, będący siedzibą mariawickiej parafii św. Mateusza Apostoła i Ewangelisty i św. Rocha Wyznawcy. Naprzeciw świątyni usytuowany jest zabytkowy dom parafialny. W przeszłości siostry prowadziły w nim działalność społeczną, charytatywną, oświatową, kulturalną i opiekuńczą. Od maja 2020 roku trwa gruntowny remont obiektu. Planowane jest utworzenie w nim Centrum Wielokulturowości "Dom na Skrzyżowaniu" im. siostry Marii Elizy Patory, ośrodka dokumentującego wielokulturowość, miejsca dialogu i integracji społecznej. Wszyscy parafianie zamieszkują okoliczne wsie; w Nowej Sobótce mieszka tylko proboszcz parafii.
Mieszkańcy wsi w większości należą do rzymskokatolickiej parafii św. Mateusza Apostoła i św. Rocha w Starej Sobótce.

## Zabytki
Według rejestru zabytków Narodowego Instytutu Dziedzictwa na listę zabytków wpisane są obiekty:
- kościół mariawitów, ok. 1907, nr rej.: 310/52 z 21.05.1984
- dom parafialny, nr rej.: jw.

Ponadto do gminnego rejestru zabytków wpisany został cmentarz mariawicki.